# ミズナラ
ミズナラ（水楢、学名: Quercus crispulaは、ブナ科コナラ属の落葉高木。

## 形態
落葉広葉樹の高木で最大樹高35メートル (m) 、胸高直径2 mに達する。樹皮は黒褐色から灰褐色で、縦に裂け目が入ってはがれる。若木の樹皮はなめらかだが、次第に縦に割れてくる。一年枝はやや太く、褐色や紫褐色で無毛。枝の髄は星形で褐色を帯びる。
葉はごく短い葉柄がついて互生し、つやのない緑色で、葉身は長さは7 - 20センチメートル (cm) の倒卵状長楕円形で、コナラよりも大きく波打つようなはっきりした鋸歯（輪郭のギザギザ）がある。カシワとコナラの葉の中間的な大きさで、大きな鋸歯と葉柄がほとんどないことがミズナラの葉の特徴である。葉の裏面は淡緑色。葉柄はごく短い。秋の紅葉は黄色から黄褐色に色づくことが多く、やがて橙色から褐色を帯びる。寒冷地の日当たりのよいところでは赤みが強く紅葉することもある。冬には葉は散って落葉する。
花期は晩春から初夏（5 - 6月ごろ）で、雄花序は長さ4 - 5 cmほどで本年枝の下部に垂れ下がってつき、花を咲かせる。本年枝の上部の葉腋には雌花序がつき、雌花序には雌花が1 - 3個つく。
果期は10月で、夏の間は青い状態の果実（ドングリ）が、年内の秋には熟す。殻斗は、こぶ状の突起がある鱗片に覆われている。ドングリの大きさは、長さ15 - 20ミリメートル (mm) の卵状楕円形。
冬芽は長卵形で頂芽のまわりに複数の頂生側芽がつき、小枝に側芽がらせん状に互生してつき、下のものほど小さくなる。冬芽には稜があり、褐色で無毛、多数の芽鱗が重なるように包んでいる。葉痕は半円形で、維管束痕は散らばるように多数ある。
ドングリの殻斗（いわゆる「皿」、「お椀」、「帽子」などと呼ばれる部分）は鱗状になる。この部分の形は種によって異なり、古くは分類にも使われた。針状になるクリ属（シイ属、マテバシイ属にも海外産のものを中心に見られる）、環状の模様が出るカシ類などがある。後述のように近年遺伝子レベルでの系統分析によりこの分類は否定されつつある。ブナ科の堅果の内部には子葉の他に未発達の胚珠の干からびたものが5つ入っている。この5つがどこの位置にあるのかは、種によって一部異なり、ブナ科内での分類にも使用されている。
根系は深根性で細根の根端は菌根形成による肥厚が見られる。
子葉は地下性（英:hypogeal germination）で発芽時は地中に残したまま本葉が地上に出てくる。このタイプの子葉は栄養分の貯蔵と吸出しに特化し、最初に根を伸長させ、次に本葉を展開させ自身は地中で枯死する。

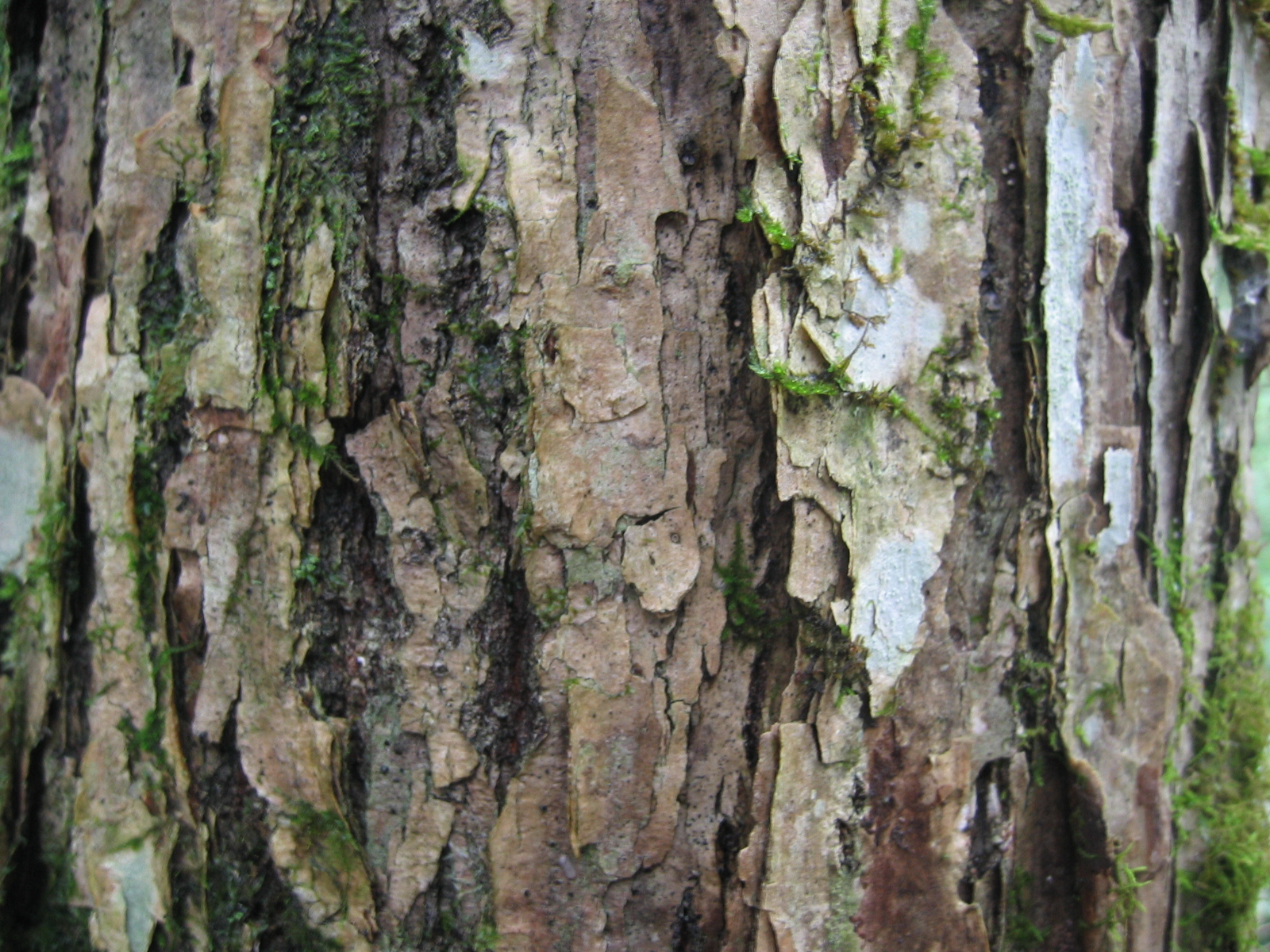
樹皮は褐色でひび割れる
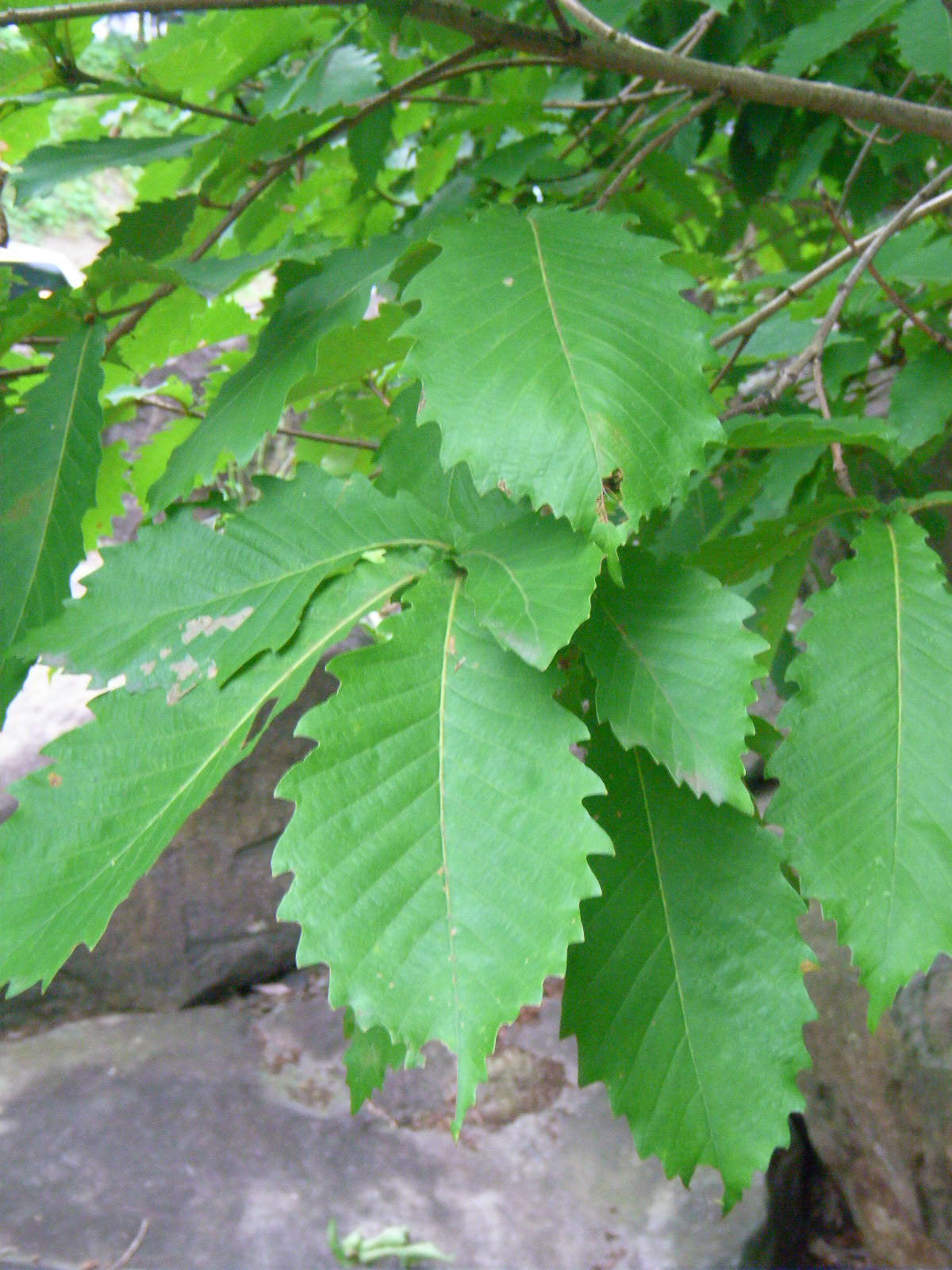
葉は柄が短く鋸歯が目立つ
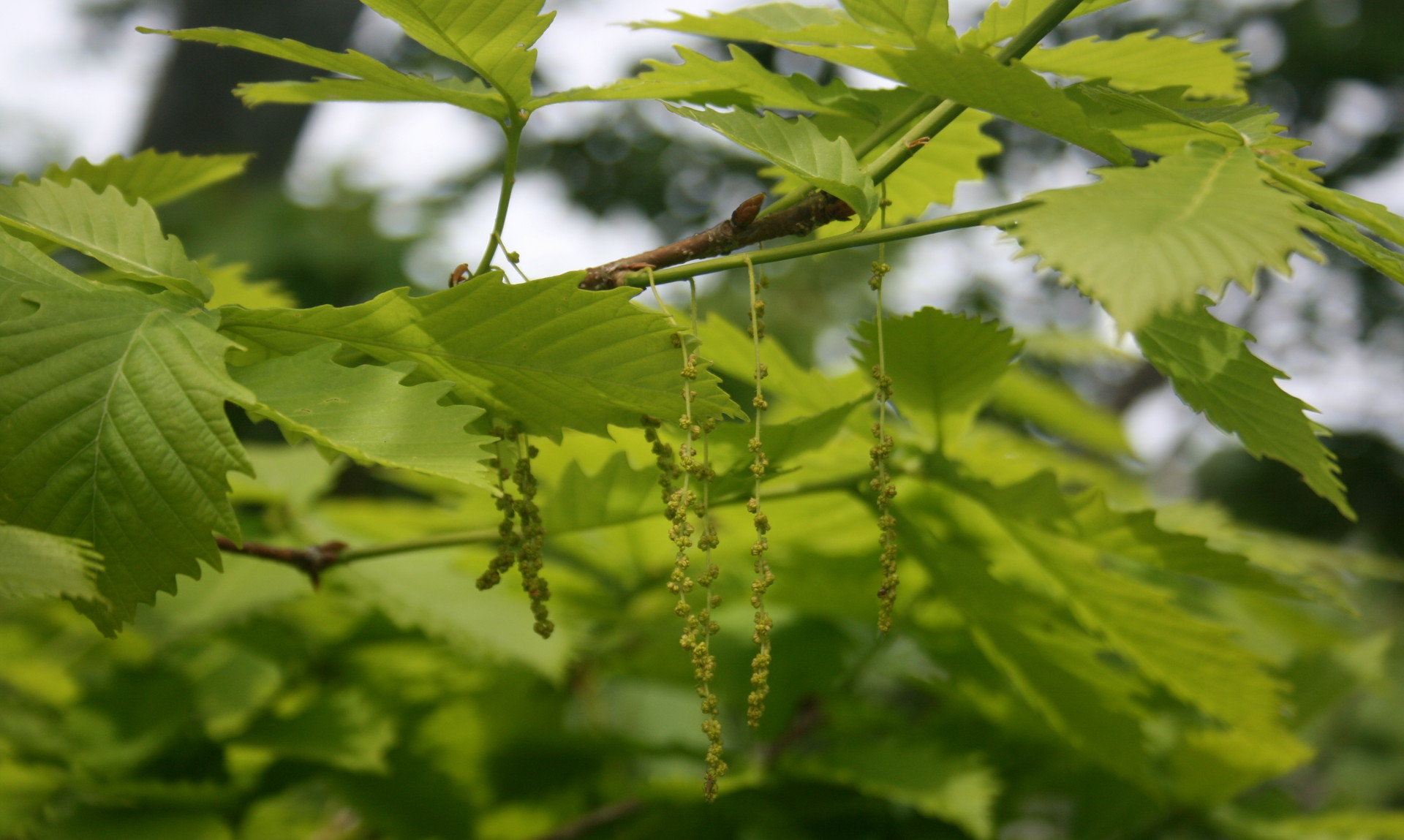
花。風媒花で無臭
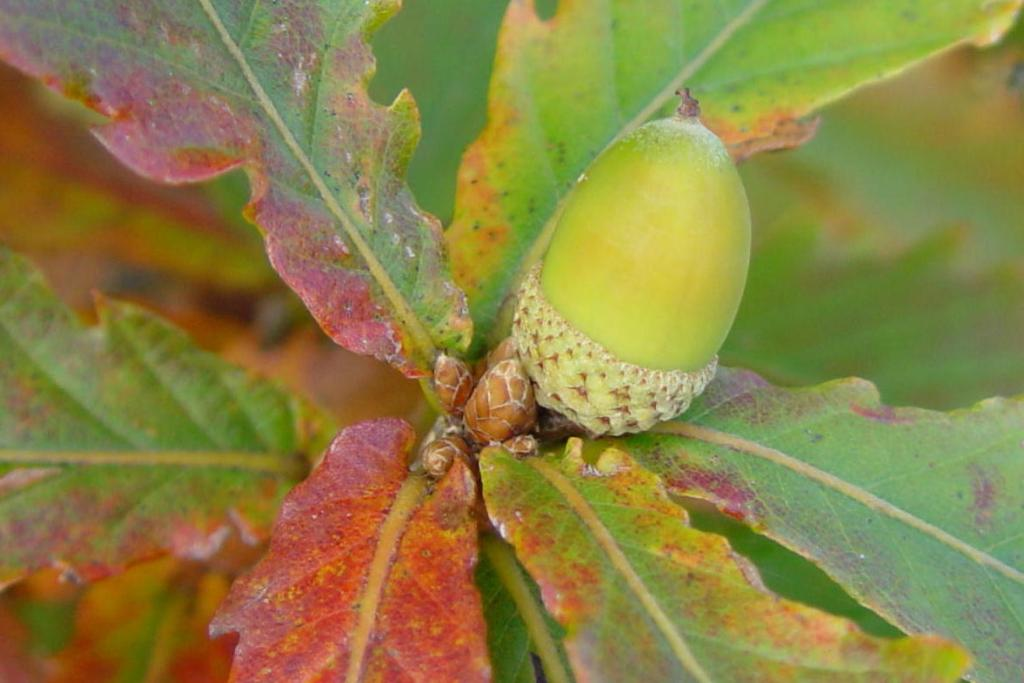
ミズナラのドングリ。殻斗に鱗状の模様が出る。
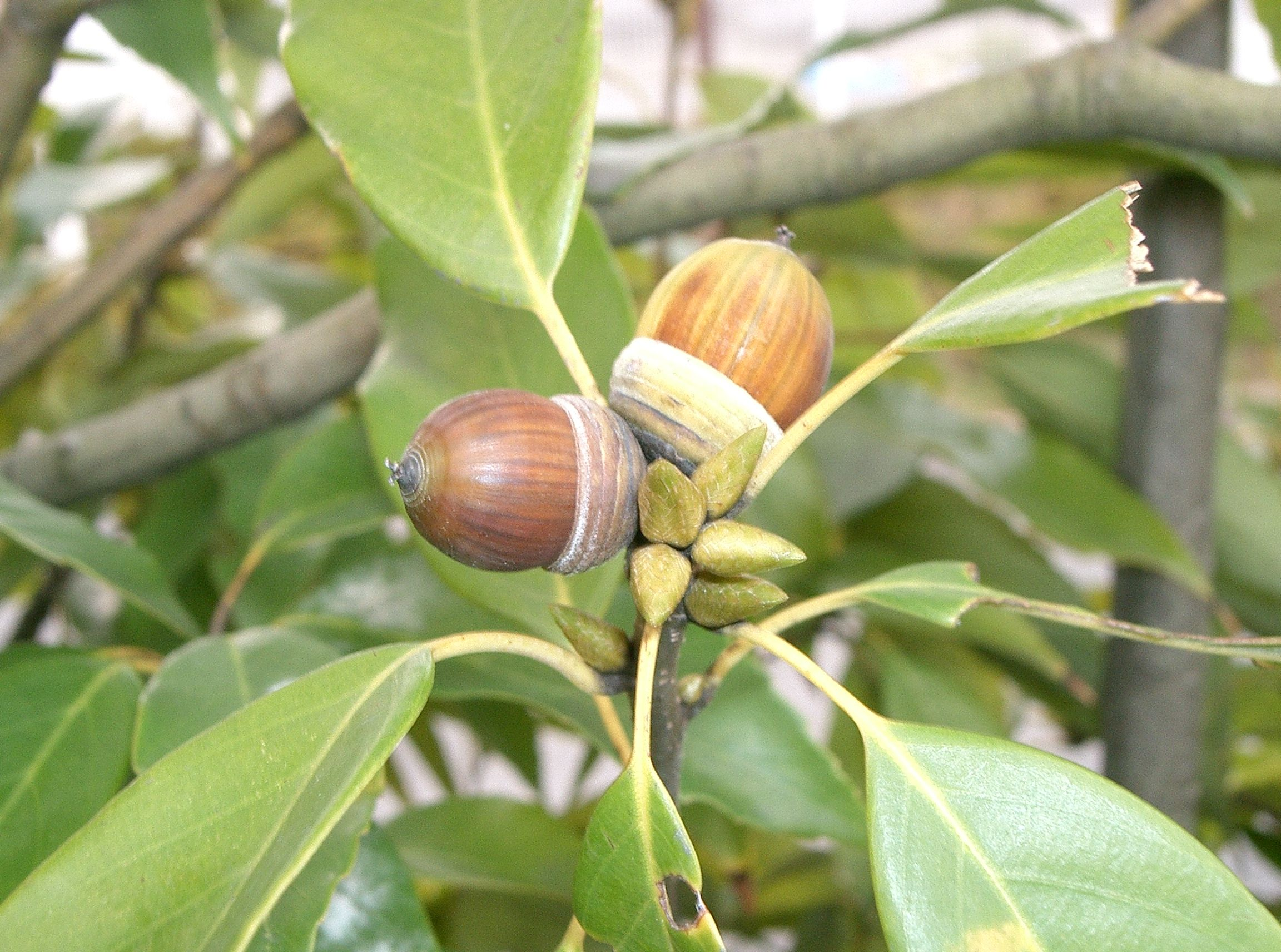
参考：アラカシのドングリ。殻斗に環状の模様が出る。

## 生態
他のブナ科樹木と同じく、菌類と樹木の根が共生して菌根を形成している。樹木にとっては菌根を形成することによって菌類が作り出す有機酸や抗生物質による栄養分の吸収促進や病原微生物の駆除等の利点があり、菌類にとっては樹木の光合成で合成された産物の一部を分けてもらうことができるという相利共生の関係があると考えられている。菌類の子実体は人間がキノコとして認識できる大きさに育つものが多く、中には食用にできるものもある。土壌中には菌根から菌糸を通して、同種他個体や他種植物に繋がる広大なネットワークが存在すると考えられている。アカマツ苗木に感染した菌根では全部の部分の成長を促進するのではなく、地下部の成長は促進するが地上部の成長はむしろ抑制するという報告がある。外生菌根性の樹種にスギやニセアカシアの混生や窒素過多の富栄養状態になると菌根に影響を与えるという報告がある。
ミズナラとブナは似たような地域に出現することもあり、よく比較される。ブナは多雪に極めて強いことで知られる。両者の分布域は生態学者の吉良竜夫（1919-2011）が考案した暖かさの指数（warmth index, WI）の他に、温暖期及び寒冷期の各降水量を使うとほぼ説明できるという。
ミズナラの分布の北限はブナより広く、ブナが道南の渡島半島なのに対しミズナラは道北や道東も含め北海道のほぼ全域に分布する。ブナが頂芽しか持たないのに対し、ミズナラは頂芽と側芽を持つこと、葉を展開する時期がブナに比べて若干遅いという2点において、遅霜に対する耐性が高いことが理由の一つではないかと見られている
ミズナラの結実はブナと同じく極端な豊凶を繰り返す。初夏に落下した雄花の数から豊凶を予測する方法が提案されており、ブナほど総監は高くないが実用に耐える予報を出せるという。
花は地味なものであり、花粉は風媒（英: anemophily）される。風媒花はシダ植物の胞子散布の様で原始的な花だと思われることもあるが、ブナ科やイネ科は進化の末にこの形質を獲得したとみられている。
種子は重力散布型であるが、動物の影響も大きい。ドングリの中でもタンニンを特に多く含み、渋くて食べにくく、実際に有毒である。ツキノワグマやイノシシは唾液中にタンニンを中和する成分を持ち、しかもタンニンが多い種類のドングリを食べる時期だけ中和成分を増加させることが報告されている。一般にミズナラの発芽にはネズミが地中にドングリを埋めるという貯食行動によるものが大きいと見られている。ネズミがドングリをその場で食べるか、貯食するかは周囲の環境の差も大きい。ネズミもタンニンに耐性を持つが、常に耐性を持っているのではなく時期になると徐々に体を馴化させて対応しており、馴化していない状態で食べさせると死亡率が高いという。イノシシが家畜化されたブタは例外として、その他のウシやウマなどではドングリ中毒（英:acorn poisoning）というのも知られている。
菌根の種類、花粉の媒介、種子の散布様式という3つの事象は独立して進化してきたように見えるが、連携して進化してきたのではないかという説が近年提唱されている。外生菌根、風媒花、重力散布（および風散布）はいずれも同種が密集する状況ほど有利になりやすい形質であると考えられている。
ドングリは昆虫の餌にもなっており、種子の死亡率としては動物以外にこちらも大きい。北海道における観察例ではクリシギゾウムシなどのシギゾウムシ類と、ハマキガ類が殆どである。この年の虫害率は全種子の8割、虫害による死亡率は同7割であった。虫害を受けても完全に死ぬわけでなく一部は生存し発芽もするが、実生はやや小さいという。野外ではたいていのドングリは虫害を受けているため、これに対するネズミの反応も調べられている。ヒメネズミでの実験では完食する場合は健全堅果の方を好むが、虫害果も食べないわけではない。巣へ運ぶ個数などは雌雄差が見られた。
ドングリは秋に地上に落ちるとすぐに根を伸ばし、春先には本葉を展開させる。形態節のように地下性の発芽様式をとり、子葉は地中のドングリ内に残る。ネズミは地下に残る子葉目当てに、掘り起こして捕食することがあり、初夏までの死因はこれが多いという。時期、および過度な掘り起しが起きなければ子葉の捕食自体は致命的でない場合もあると見られ、大きい種子を付けることで実生から遠ざけ子葉に誘引する生存戦略なのではという説もある。前述のように虫害でも種子内部が完全には捕食されずに生き残る例が知られている。
種子は落下後すぐに根を伸ばす性質から埋土種子や土壌シードバンクは形成しないと見られている。
ミズナラ林ではしばしば林床がササで覆われる。他の多くの樹木同様ササが生い茂っているとミズナラも更新できない。ササの影響は光環境が言われることが多いが、ササ藪はネズミの生息数が多く、ネズミの捕食圧も原因なのではという説がある。ササの一種クマイザサ（Sasa senanensis、イネ科）の抽出物は発芽阻害作用を持つという、ササのアレロパシーは日本ではあまり研究されていないが、イネ科植物では農学分野を中心に研究が進んでいる。キノコの子実体の水抽出物にもアレロパシーを示すものがあるとされるが、ミズナラ林の菌類がどの程度のアレロパシーを持つのかという点はよくわかっていない。
年間の成長は生育期間中にゆっくり長く続くタイプであるという。ミズナラでは夏に伸ばす土用芽（英:lammas shoot）がしばしば観察される。
葉の分解は遅い方である。北海道の渓流における観察事例では水中での葉の分解が速いのはハンノキ、ヤナギ、カンバなどでトチノキ、ミズナラ、ブナは遅いという。
ブナと並んで落葉広葉樹林の主要樹種の一つで、寒い地方の雑木林に多く見られ、ブナと混生することも多い。ブナに比べると、やや明るい場所を好む。特に火山灰地などに多く、土壌的な極盛相とみなされている。日当たりのよい場所を好む陽樹であり、乾燥地でも強く、痩せた土地にも耐えるが、火山灰地ではシラカンバ類と共に、初期段階から生育し、土地条件の改良が進むと針葉樹など他の樹種に遷移していく。ただし、薪炭材として幾度も伐採が繰り返されたところでは、遷移は中断されて、ミズナラの萌芽によって形成された二次林の形態を取っているところもある。

### ナラ枯れ
ナラ枯れ（ブナ科樹木萎凋病、英：Japanese oak wilt）は、本種をはじめ全国的にブナ科樹木の枯損被害をもたらしている病気である。原因は菌類（きのこ、カビ）による感染症であることが、1998年に日本人研究者らによって発表され、カシノナガキクイムシという昆虫によって媒介されていることが判明した。ミズナラやコナラはこの病気に対して特に感受性が強く、枯損被害が全国的に発生しており大きな問題になっている。

## 分布
近縁のコナラやクヌギより寒冷な気候を好み、アジア北東部の日本、朝鮮半島、樺太（サハリン）、南千島に分布する。日本では北海道、本州、四国、九州の鹿児島県高隈山を南限に分布し、山地から亜高山帯にかけて自生している。本州中部以南では標高1000 m以上に出現するが、北海道､青森県下北半島では標高の低いところにも生え、ほとんど海岸にも群落をつくる。

## 人間との関係

### 木材
ミズナラの木材はケヤキと並び、日本産広葉樹として最も有用なものの一つである。気乾比重は平均0.7程度だが、成長の良い良材だとさらに硬く重くなる。道管の配置による分類は環孔材（英：rings porous wood）であり年輪はよく目立つ。辺材部は紅色を帯びた淡褐色で、心材は黄褐色である。柾目にはトラのような模様（いわゆる杢）が程度の差はあれど必ず現れ、これが美しいと評価されることが多い。ミズナラの柾目に現れる杢は「虎斑」、「虎斑杢」、また見る角度によっては光の反射具合が異なり銀色に見えることから「銀杢」とも呼ばれる。乾燥は難しく割れやすい。環孔材なので塗料の乗りは良好。これらの特徴の多くはブナ科コナラ属に共通するものである。
家具材、木工品としての評価が高い樹種である。スギなどに比べると硬く割りにくいことから、建材としての利用は特に江戸時代以前の日本では稀であったととみられ、記録も少ない。欧米では原酒を熟成させる酒樽にもよく使うが、日本酒は通常スギの樽で熟成させる。明治時代以降ナラ類をよく使う欧米文化の流入、産地である北海道への入植と開拓、加工技術の発達により利用が広がった。明治時代より欧米への輸出も行われており、製材時の寸法をセンチメートル単位ではなく、インチ単位とした吋材（インチ材）という製材品がよく作られているのもミズナラの特長である。フローリング材や樽材人気の影響もあり、2010年代後半よりミズナラ材の価格が高騰している。代表的な原木市場である北海道旭川市の銘木市での平均価格は1立方メートル当たり6万円から10万円まで上昇している。旭川銘木市の価格については幾つかの論文が出ているが、値段は様々な変数をもってしても上手く説明できず、買い手の熟練の判断が大きいと見られている。
硬く重い木材で薪や木炭としても火持ちがよく優秀である。萌芽更新をよく行うために10年程度毎に繰り返し収穫でき、江戸時代までの日本での主要用途は木材よりもむしろこっちであった。燃料用の場合はクヌギを除いた落葉樹ブナ科樹木を総称して「ナラ」と呼ばれることが多い。木炭の場合は殆どの場合黒炭に加工される。高級木炭であるクヌギの菊炭やウバメガシに代表されるカシ類の備長炭（白炭）に比べると値段も手ごろで、ホームセンターなどでも比較的手軽に手に入れることができる。ナラ黒炭の主要産地は北日本で、特に岩手県と北海道である。岩手県では北部の久慈市や岩泉町など、北海道では道東および道南の森町などを中心に生産されている。岩手県では東北本線の開通を機に他県向けの木炭生産に力を入れ始めた。木炭の産地では太い薪は木炭生産に回し、自分たちは枯草や小枝などを燃やして煮炊きをするという生活がしばしば見られたという。

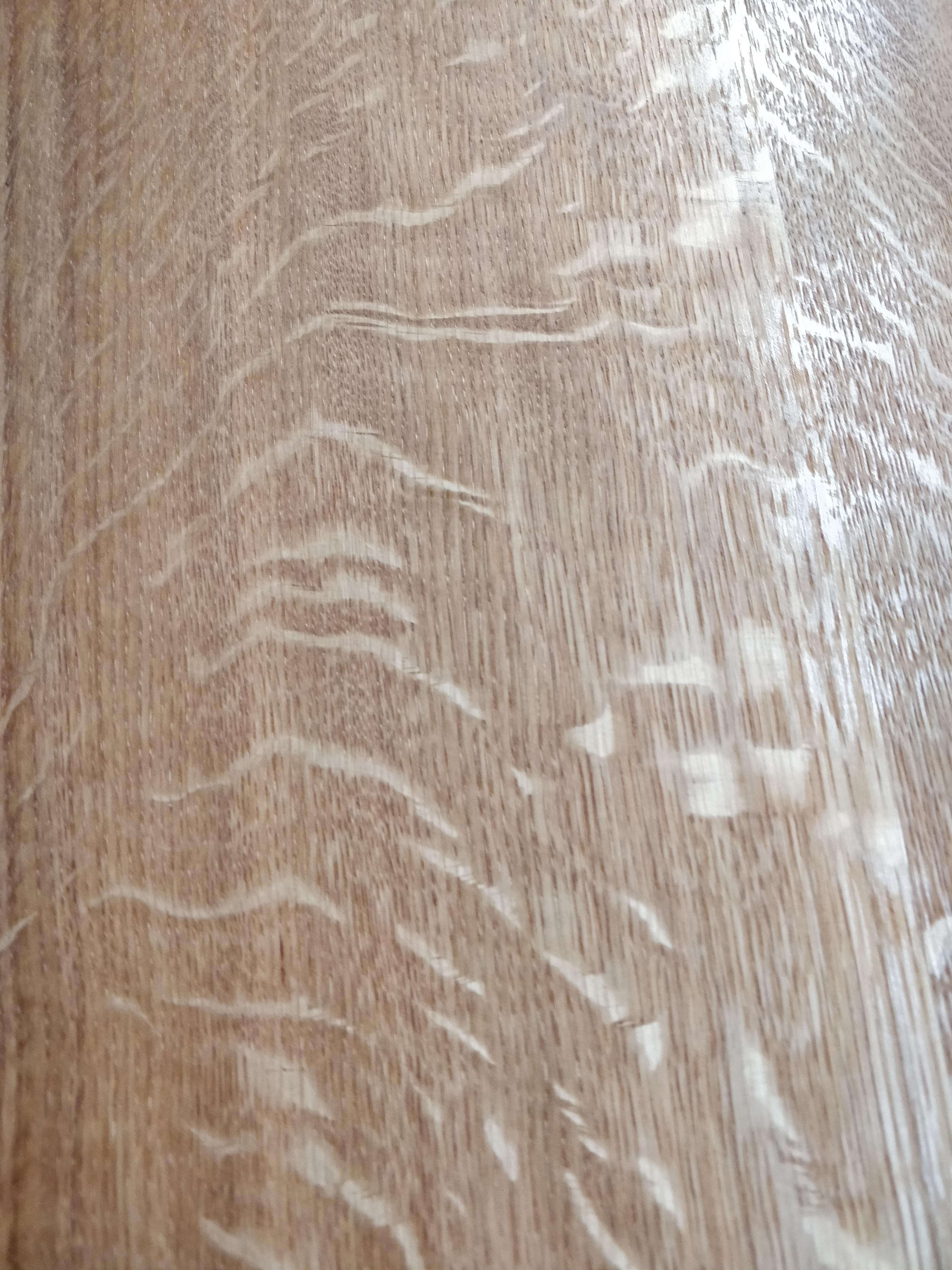
参考：ナラ類にはしばしば現れるトラのような模様（ニス掛け有）
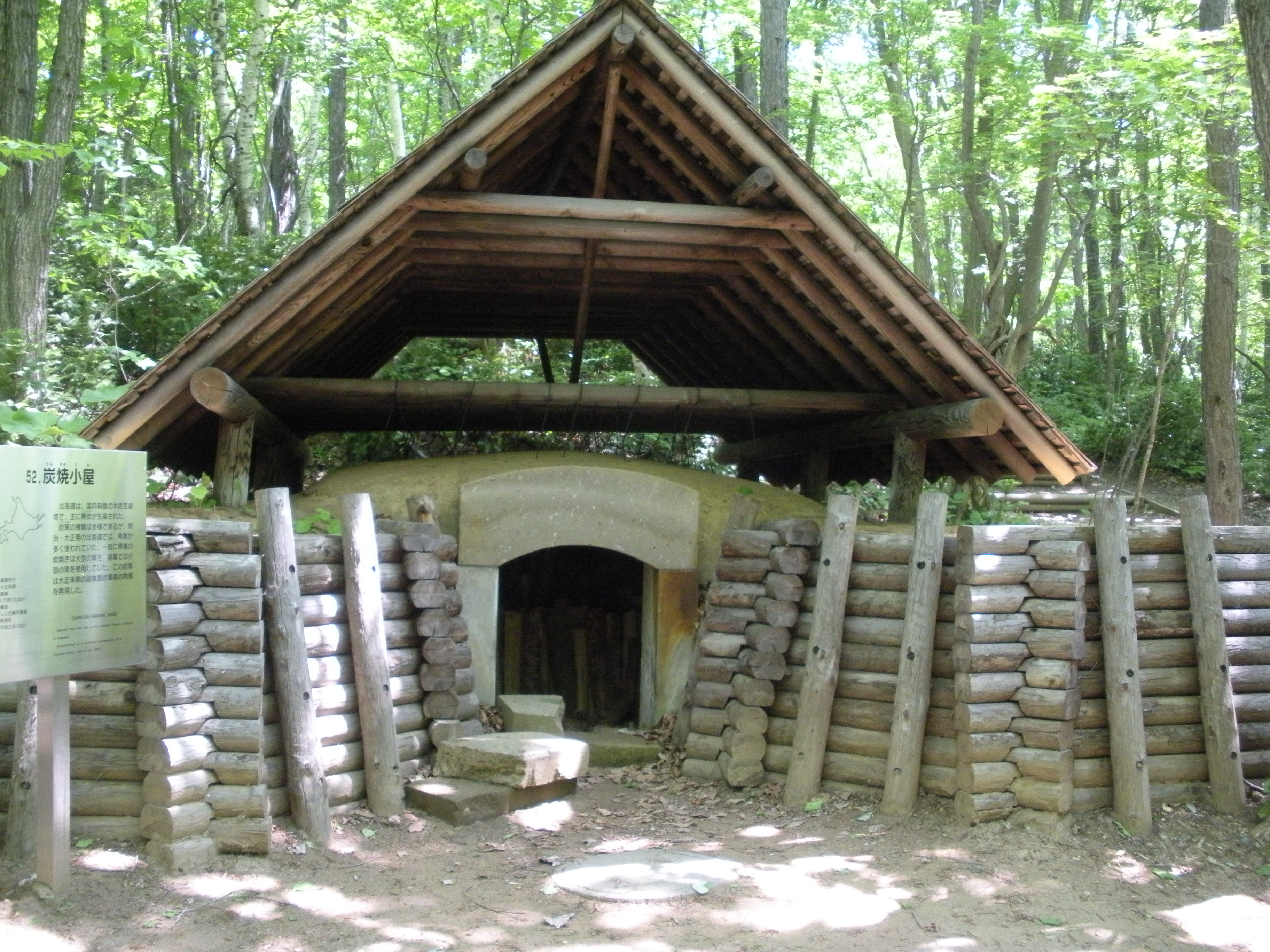
開拓使の炭窯（北海道、再現品）
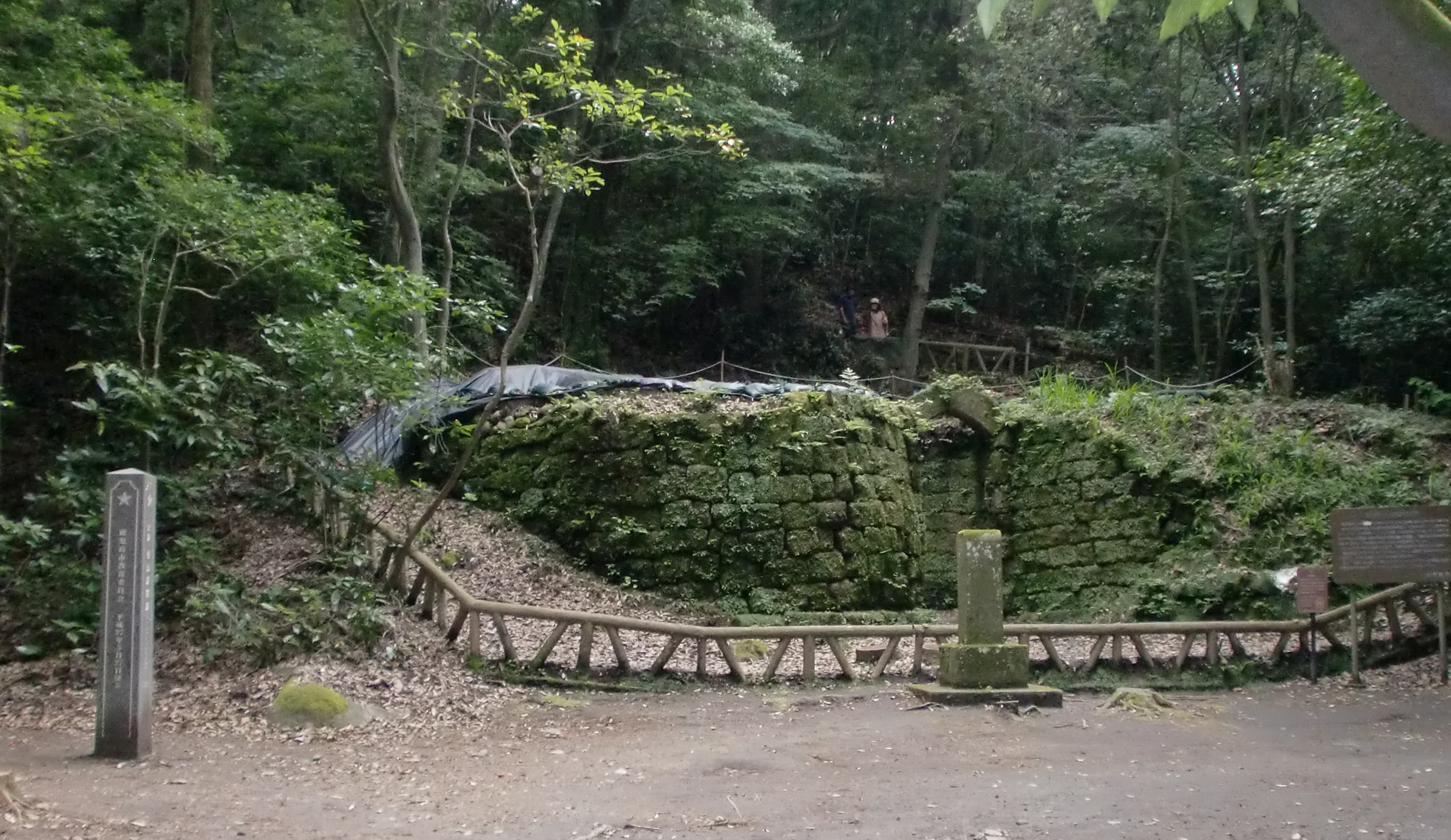
寺山炭窯跡（鹿児島県鹿児島市）

### 食用・薬用
堅果（ドングリ）の部分を食用にできるが、灰汁が多くコナラやクヌギなどと共に大変な部類に入る。前述のように一部の動物の場合はタンニン結合性の唾液を分泌するなどの適応が見られるが、動物でも種類によっては中毒する場合もある。ヒトが食べる場合は灰汁抜きが必須である。縄文時代の遺跡からはミズナラのドングリがしばしば見つかるほか、山間部では20世紀になっても食べられており灰汁抜きの技術が伝承されていた。灰汁が比較的少ないシイ・カシのドングリが水にさらすだけで食べられるのに対し、ナラ類のドングリは煮る灰汁抜きが多い。
ウイスキーは蒸留して作られた原酒を樽の中で熟成して作られるが、ミズナラは香りがよく漏れにくいため樽材として評価が高い。ミズナラの場合、透水性の低さは特に心材で顕著である。広葉樹の一部は辺材部の細胞が死んで心材化していく過程においてチロースを形成し、水の通導性を低下させることが知られている。樹種別に木材片を純粋エタノールもしくはウイスキー原酒に漬け、味見を行う官能試験ではクリやアカガシには劣るものの、炭化やシェリー処理を行うことで評価が上がる。近年国産のウイスキーが「ジャパニーズ・ウイスキー（英:Japanese whisky）」と呼ばれ人気が高まっており、これに国産材であるミズナラを使って差別化を図ろうという動きもある。業界団体である日本洋酒酒造組合では2021年にジャパニーズ・ウイスキーを名乗る条件を自主基準としていくつか定めたが、樽材の種類については規定がなく国産ミズナラ材でなくともよい。
直接食べるわけではないが、菌床栽培のキノコの培地として使うこともできる。シイタケの栽培では通常コナラ・スダジイの混合培地を使うが、ミズナラのおが屑を使用しても子実体の発生量に遜色はなく、培地の寿命も長いという利点があるという。
コナラ属の枝や葉にできる虫こぶ（英:oak apple、もしくはoak gall）にはタンニン類が豊富に含まれる。特に西アジアから地中海沿岸に分布するQuercus infectoria（和名未定）にタマバチ科の蜂が寄生してできる虫こぶは「没食子」と呼ばれ、タンニン酸（英:tannnic accid）や没食子酸（英:gallic acid）を特に多く含むことが知られており、インクや塗り薬として古くから利用されてきた。没食子は正倉院の宝物の一つともなっており、当時の日本が中東方面と交易していたことがうかがえる。なお、タンニン類は生態節の通り動物には有毒でヒトも例外ではない。近代医学において、タンニン酸は一時期腸管のバリウム造影剤の補助剤として使われたが、致命的な劇症肝炎を稀に発症することがあり使用が禁止された。また、抗癌性と発癌性のいずれも確認されているという。毒性の強いのはタンニン酸よりも没食子酸の方なのではないかという説もある 。なお、タンニン酸にはコナラ属由来ではなくウルシ科由来のものもあり、「五倍子」などと呼ばれ漢方で古くから使われている。

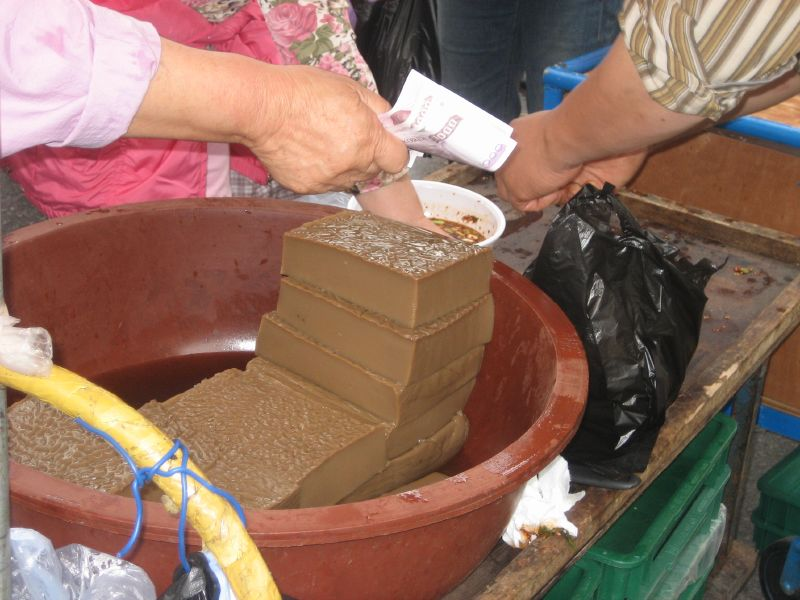
参考：ナラ類のドングリから作る韓国のトトリムク
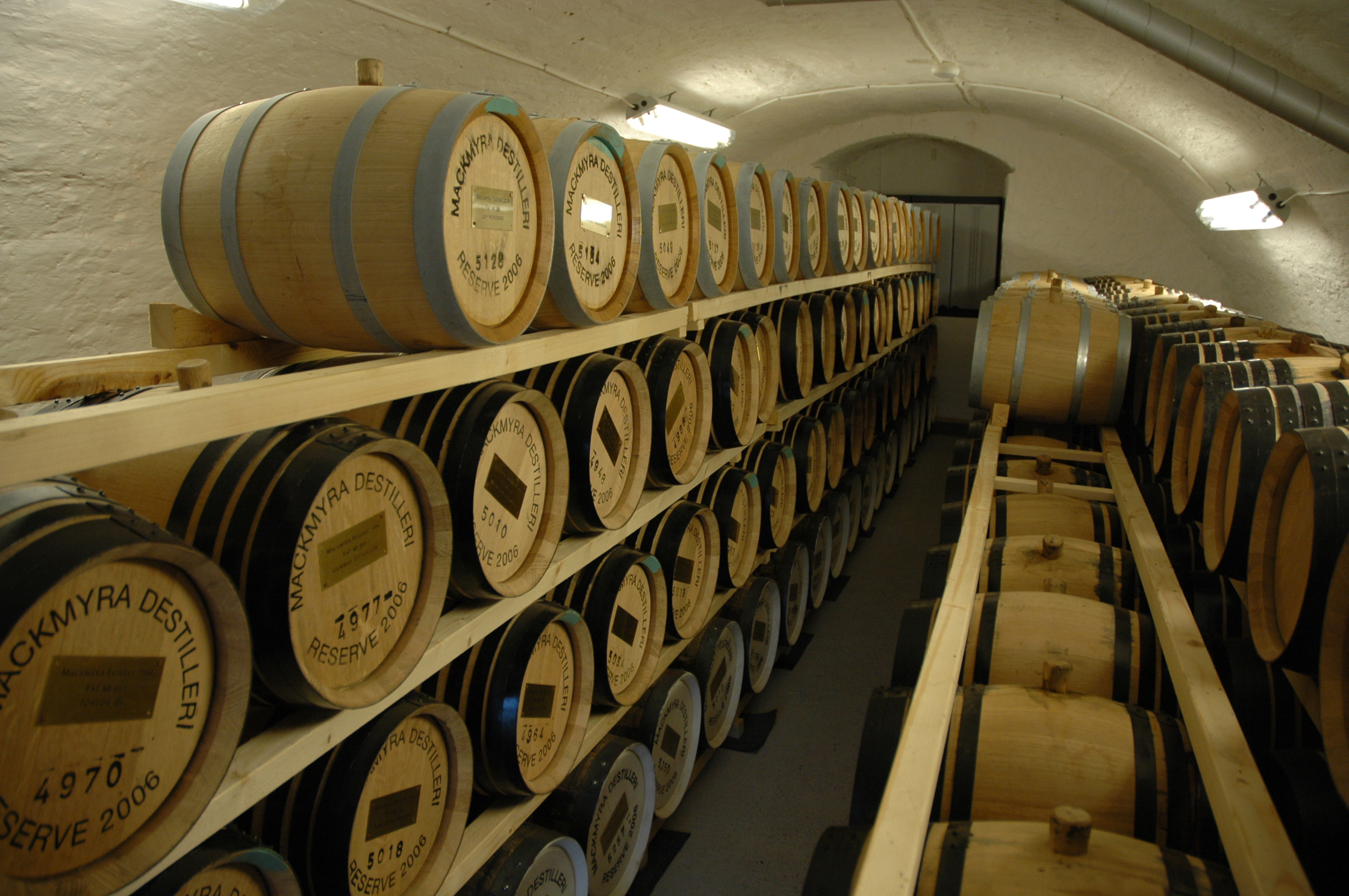
参考：樽で熟成されるウイスキー
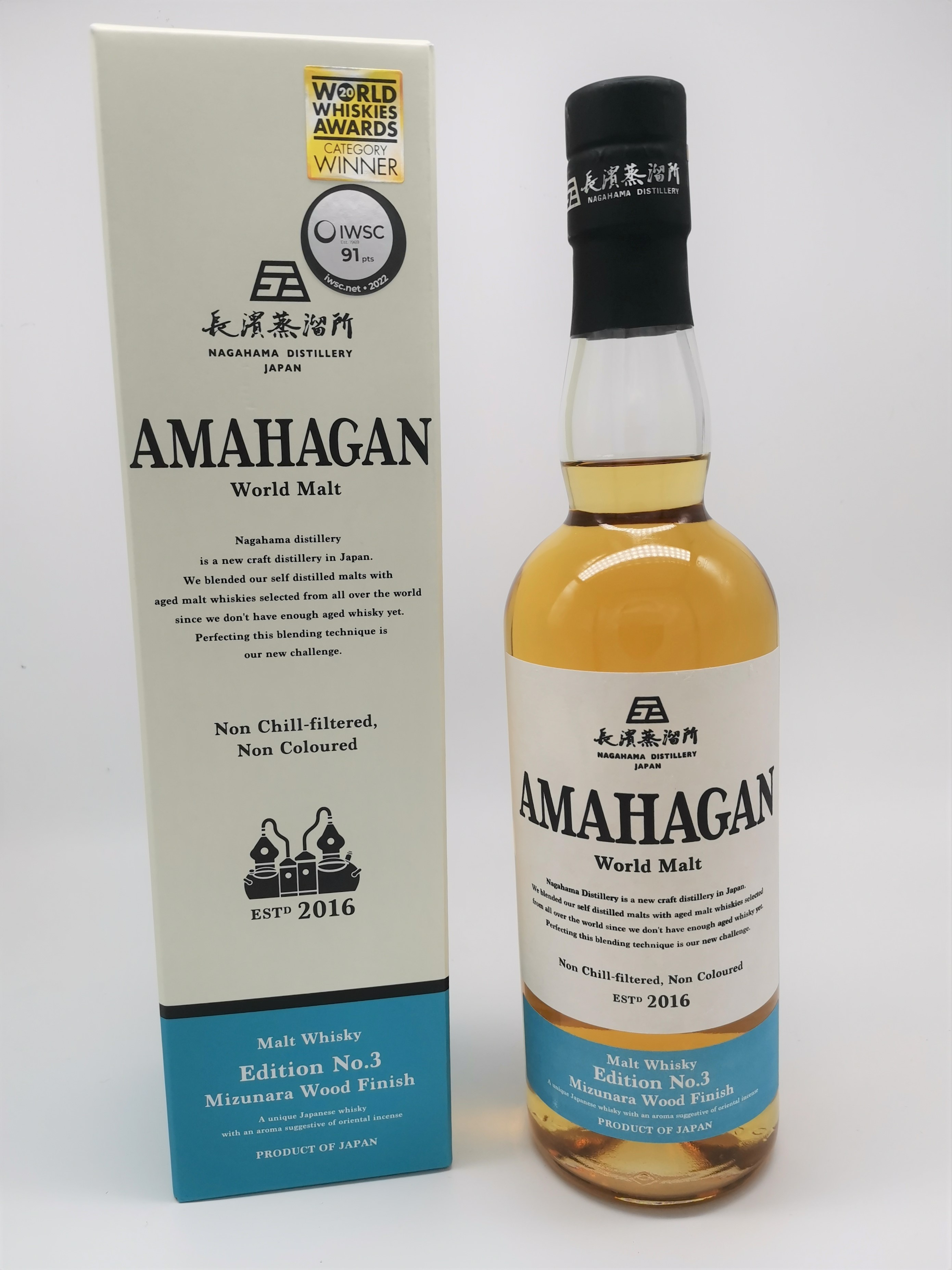
ミズナラ材の樽で熟成させたウイスキー
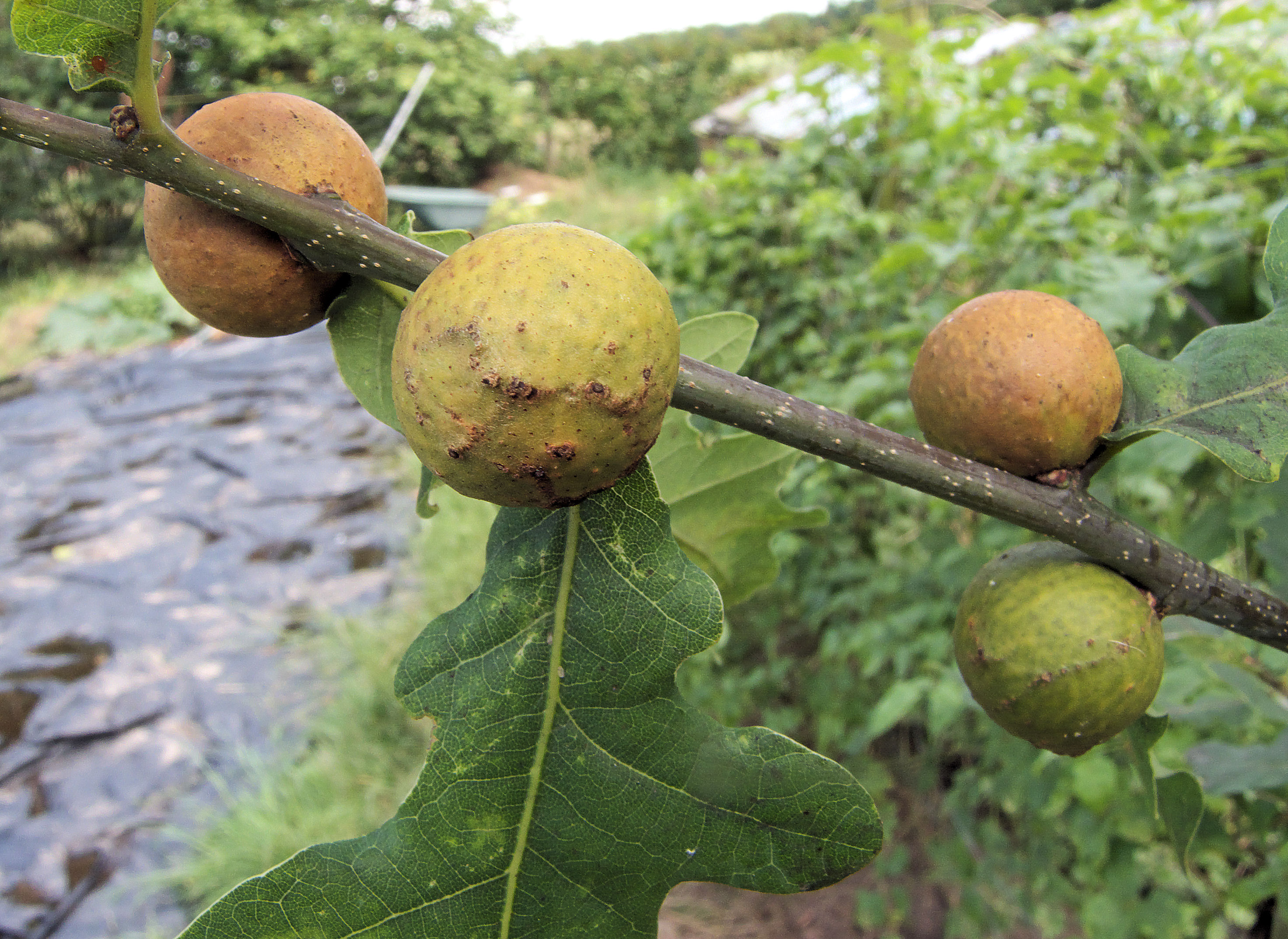
参考：枝に形成された虫こぶ、「没食子」の一種

### その他
北海道では公園樹や街路樹として植栽に利用している。
信越地方や山形県庄内地方では正月飾りとして門松だけでなく、ナラ類の枝を飾るという。また、佐渡島では七草がゆを作る際にナラ類の棒で材料をつぶして作る。春にその棒で地面に穴を掘って豆をまくと、鳥避けになると信じられているという。

### 種の保全状況評価
日本の香川県および南限の分布地の鹿児島県の個体群がレッドデータブックに記載されている。

### 日本の著名なミズナラ
- 小黒川のミズナラ（長野県下伊那郡阿智村）樹高20 m、幹廻7 m、昭和63年の調査で日本一の巨木とみなされた、国の天然記念物に指定されている[87]。
- 千本ナラ（北海道石狩市）
- 新城仙台山の三本ナラ（北海道芦別市）- 樹高13-15m、幹周3-4mの3本のミズナラ。推定樹齢450年以上[88]。
- 双葉のミズナラ（北海道網走郡津別町） - 樹高25 m、幹周6.6 m、樹齢伝承1200年。地元では「千年大樹」として親しまれている[89][90]。
- 東台町営牧場のミズナラ（北海道中川郡池田町） - 樹高21m、幹周7.0m、樹齢推定350年。北海道最大のミズナラと目され、地域では御神木として崇められている[91]。
- 金袋山のミズナラ（東京都西多摩郡奥多摩町） - 樹高25m、幹周6.5m、樹齢推定800年[91]。

### 自治体指定の木
以下の日本の市町村の指定の木である。現存するものはいずれも北海道の自治体である。ブナ科樹木、いわゆるドングリの木としてはシイ類、クヌギ、カシワなどを指定する自治体の方が多い。
- 北海道 - 小清水町[92]

、斜里町、芦別市、京極町
以下は合併により消滅した旧自治体
- 河辺町（現：秋田市）
- 坂井村 （現：筑北村）

## 分類学上の位置づけ
コナラ属内の分類は従来形態的特徴に基づき、殻斗の模様が鱗状のものをコナラ亜属（Subg. Quercus）、環状のものをアカガシ亜属（Subg. Cyclobalanopsis）と分けられてきたが、遺伝子的な系統に基づく他の分類が幾つか提唱されている。総説にDenk et al.（2017）がある。
学名について本項では独立種扱いしているが、大陸に分布するモンゴリナラ（Quercus mongolica）の一変種とする研究者も多い。
種としても分布上もカシワに近く繁殖能力のある交雑種を自然に作る
。また、ミズナラよりもやや南に分布するコナラ（学名: Quercus serrata）にも近い関係にある。形態や生態上の違いは、ミズナラは樹皮が黒っぽく、発芽が早くて本州では標高1000 m以上で見られることに対して、コナラは標高1000 mまでとなっている。
葉緑体遺伝子を観察した結果、糸魚川静岡構造線を境に北日本2集団、南日本2集団に大別されるという。

### 種内変異
以下のような変種および雑種を認めることもある。ただし、研究者によって賛否両論であまり浸透していない。
- ミヤマナラ Quercus crispula var. horikawae - ミズナラの高山型
- フモトミズナラ Quercus crispula var.mongolicoides（シノニム Quercus serrata subsp. mongolicoides）

北関東と東海に局所的に分布するナラで学名にはミズナラの亜種変種とする意見のほか、コナラの亜種変種、モンゴリナラの亜種変種、独立種とする意見もある。典型的なミズナラに比べて葉はやや小さく、鋸歯も丸い。樹皮はコナラに似る。愛知県での観察によれば、一部の花崗岩地帯の尾根上の乾燥して痩せた厳しい環境に適応しており、根の伸ばし方も特徴的だという。
- カシワモドキ Quercus x anguste-lepidota - カシワとの交雑種
- ミズコナラ Quercus x crispuloserrata - コナラとの交雑種
- ホソバガシワ Quercus x nipponica - カシワとの交雑種
- ミズナラガシワ Quercus x paucilepis nothovar. naramizugashiwa - ナラガシワとの交雑種

## 名前
ナラの由来はよくわかっていない。都があった奈良に多い木だったからとも、風で葉が揺れて「鳴らす」ところからきたとも言われる。
単に「ナラ」と呼ばれる以外にも方言名も多く、倉田（1963）には多数が収録されている。「オオナラ」、「オトコナラ」と呼ぶ地域は東日本を中心に多く、これはコナラと比較して葉や樹高が大きくなるためといわれる。「オンナラ」と呼ぶ地域もあるが、「オオナラ」の訛ったものなのか「御ナラ」の意味なのかはよく分かっていない。一方西日本ではコナラとの比較ではなくカシワとの混同でミズナラを「カシワ」と呼ぶ地域が広く知られる。西日本におけるナラ類の共通の方言名として知られる「ハハソ」「ホーソ」系の名前はミズナラでも使われている。「ハハソ」、「ホーソ」などの由来は「ナラ」と同じくよくわかっていない。「ミズナラ」を除く「ミズ」の入る方言名は西日本に知られており、「ミズキ」（兵庫県）「ミズボソ」「ミズホソ」（三重県、奈良県、和歌山県、岡山県）「ミズマキ」（中国地方）などが使われているという。標準和名ミズナラは、薪として使ったときに燃えにくく「水の多いナラ」ということでつけられた説が有力とされている。
アイヌはペロニと呼んだ。ペロ（ドングリ）、ニ（木）で「ドングリの成る木」となる。